# X-Plane
X-Plane是一款由Laminar Research开发的个人专业飞行模拟器。该软件已在Android，iOS，webOS，Linux，Mac或Windows等众多操作系统发行。除了个人家庭版之外，Laminar Research还发行了带有FAA认证的功能的X-Plane专业版，可用于真实和虚拟的飞行训练。X-Plane和其他软件打包成为完整且真实的飞行模拟平台，其利于使用插件扩展功能的构架使X-Plane成为目前最完整真实的模拟飞行平台之一。

## 历史
X-Plane是一款历史十分悠久的模拟飞行游戏，其历史最早可追溯到1989年。下面是X-Plane的历史时间轴。
1989年 Austin Mayer开始编写一款个人飞行模拟软件
1992年 Austin和Randy Witt在大学相遇
1993年 X-Plane第一版发行，当时的名称为"Piper Archer-II IFR"，售价约为650美元
1995年 Austin创建Laminar Research公司
1996年 X-Plane第二版发行，该版本可以支持Windows系统
1997年 X-Plane3发行
1997年 X-Plane4发行，售价199美元
1999年 X-Plane5发行
2001年 X-Plane6发行
2003年 Ben Supnik作为第一个全职工程师加入X-Plane
2004年 X-Plane8发行，第一次支持DVD安装，并能够支持Linux
2004年12月 Randy作为客服加入团队
2007年 X-Plane9发行
2008年9月 X-Plane首次登陆手机平台
2011年11月 X-Plane10发行
2014年12月 X-Plane10手机版发行
2016年11月25日 X-Plane11.00.b1发布
2017年3月30日  X-Plane11.00正式版发布
2017年12月25日  X-Plane11.20vr1发布，开始支持VR设备
2020年9月9日 X-Plane 11.50发行
2021年9月26日 X-Plane 12记者发布会
2022年9月6日 X-Plane 12 正式發布

### 電腦系统需求
- 针对运行X-Plane 11的最低系统需求 （页面存档备份，存于）

## 手册
- Official site （页面存档备份，存于） 官方网站
- X-Plane.org （页面存档备份，存于） 下载和论坛的社区资源
- X-Plane.es （页面存档备份，存于） 西班牙语 X-Plane 门户网站，提供新闻、下载、链接和论坛。
- Plugin SDK Home Page （页面存档备份，存于） 插件的软件开发工具包
- X-Plane Gateway X-Plane社区综合链接
- X-Plane Freeware Project 论坛、下载和专业商业客机的社区资源。